# In Your Eyes (album de George Benson)
Pour les articles homonymes, voir In Your Eyes.
Albums de George Benson
The George Benson Collection
(1981) 20/20
(1985)
Singles
1. Inside Love (So Personal)
Sortie : mai 1983
2. Lady Love Me (One More Time)
Sortie : mai 1983
3. Feel Like Making Love
Sortie : juillet 1983
4. In Your Eyes
Sortie : septembre 1983
5. Late at Night
Sortie : 1984

In Your Eyes est le dix-neuvième album studio de George Benson, sorti le 6 mars 1983 chez Warner Bros. Records. C'est son seul album à être réalisé par le producteur Arif Mardin.
L'album a été certifié or aux États-Unis. Il contient notamment le single à succès Lady Love Me (One More Time).

## Liste des titres
| 1. | Feel Like Making Love (en)             | Eugene McDaniels                 | 4:22 |
| 2. | Inside Love (So Personal) (en)         | Kashif                           | 5:13 |
| 3. | Lady Love Me (One More Time) (en)      | David Paich, James Newton Howard | 3:59 |
| 4. | Love Will Come Again (avec Chaka Khan) | Arif Mardin, Hamish Stuart       | 5:42 |

| 5.  | In Your Eyes (en)                 | Dan Hill, Michael Masser               | 3:16 |
| 6.  | Never Too Far to Fall             | Hamish Stuart, Ned Doheny              | 4:00 |
| 7.  | Being with You                    | Omar Hakim                             | 3:52 |
| 8.  | Use Me                            | James Ingram, Barry Mann, Cynthia Weil | 4:22 |
| 9.  | Late at Night (avec Vicki Randle) | Barry Mann, Cynthia Weil               | 3:29 |
| 10. | In Search of a Dream              | Adam Falcon                            | 4:58 |

Note : Dans certaines versions de cassette de l'album, les chansons Love Will Come Again et In Search of a Dream sont prolongées à 6 minutes 32 secondes et 7 minutes 37 secondes respectivement. Ces versions n'ont pas été incluses sur les éditions vinyle ou CD de l'album.

## Crédits
Adapté des notes de la pochette
- George Benson – chant principal, guitare solo (1, 2, 4, 6–8), guitare rythmique (2), chœurs (4, 6)
- David Spinozza – guitare (1-10)
- Paul Jackson Jr. – guitare rythmique (1, 4, 6–8), guitare (5)
- Ira Siegel – guitare (2)
- Adam "Gus" Falcon – guitare rythmique (10), arrangement rythmique (10)
- Joe Mardin – programmation de synthétiseur (1-10)
- Robbie Buchanan – piano électrique (1, 4, 6, 7), synthétiseurs (1, 5, 6, 8, 9), basse Moog (1, 6), arrangements rythmiques (1, 5, 6, 8, 9), piano acoustique (5, 9), programmation LinnDrum (6)
- Jorge Dalto – piano acoustique (1), piano électrique (10)
- Kashif – claviers (2), Synclavier 2 (2), synthétiseurs (2), basse Moog (2), batterie (2), claquements de doigts (2), chœurs (2), arrangements rythmiques (2)
- James Newton Howard – claviers (3), synthétiseurs (3), arrangements (3), arrangements de cordes (3)
- David Paich – claviers (3), synthétiseurs (3), arrangements (3), arrangements de cuivres (3)
- Greg Phillinganes – synthétiseur supplémentaire (3)
- Steve Porcaro – synthétiseur supplémentaire(3)
- Peter Cannarozzi – synthétiseurs (4, 10)
- Richard Tee – piano électrique (5)
- Will Lee - guitare basse (1, 4, 5, 8, 9)
- Nathan East – guitare basse (3)
- Anthony Jackson – guitare basse (7)
- Marcus Miller – guitare basse (10)
- Steve Ferrone – batterie (1, 6, 9)
- Leslie Ming – batterie (2)
- Jeff Porcaro – batterie (3)
- Carlos Vega – batterie (4, 7, 8)
- Steve Gadd – batterie (5)
- Steve Jordan – batterie (10)
- Sammy Figueroa – percussions (1, 4)
- Bashiri Johnson – percussions (2)
- Stephen Benben – claquements de doigts (2)
- Lenny Castro – percussions (3)
- Michael Brecker – saxophone ténor (1, 6, 10)
- Lewis Del Gatto - saxophone baryton (1, 6, 10)
- David Sanborn – saxophone alto (6)
- Tom Malone – trombone (1, 3, 6, 10)
- Alan Raph – trombone (1, 3, 6, 10)
- Randy Brecker – trompette (1, 3, 6, 10), arrangements de cuivres (1, 6)
- Jon Faddis - trompette (1, 3, 6, 10)
- Jerry Hey – bugle (3), arrangement de cuivres (3)
- Paul Lawrence Jones III – arrangements vocaux (2)
- Marty Paich – arrangements de cordes (3)
- Lee Holdridge – arrangement de cordes (5)
- Arif Mardin – arrangements BGV (6), arrangements rythmiques (6), arrangements de cordes (7, 9), arrangements de synthétiseur (8), arrangements de cor (10)
- Endre Granat – violon solo (3, 5, 7, 9)
- Gene Orloff – violon solo (3, 5, 7, 9)
- Jonathan Abramowitz – cordes (3, 5, 7, 9)
- Julien Barber – cordes (3, 5, 7, 9)
- Alfred Brown – cordes (3, 5, 7, 9)
- Frederick Buldrini – cordes (3, 5, 7, 9)
- Ted Hoyle – cordes (3, 5, 7, 9)
- Harold Kohon – cordes (3, 5, 7, 9)
- Harry Lookofsky – cordes (3, 5, 7, 9)
- Guy Lumia – cordes (3, 5, 7, 9)
- Joe Malin – cordes (3, 5, 7, 9)
- Richard Maximoff – cordes (3, 5, 7, 9)
- Gerald Tarack – cordes (3, 5, 7, 9)
- Emanuel Vardi – cordes (3, 5, 7, 9)
- Marilyn Wright – cordes (3, 5, 7, 9)
- Richard Young – cordes (3, 5, 7, 9)
- Fred Zlotkin – cordes (3, 5, 7, 9)
- Mark Stevens – chœurs (1-10)
- B.J. Nelson – chœurs (2)
- Brenda White King – chœurs (2)
- Lillo Thomas – chœurs (2)
- Babi Floyd – chœurs (3)
- Hamish Stuart – chœurs (3, 6), arrangements BGV (6)
- Zachary Sanders – chœurs (3)
- Chaka Khan – chœurs (4)
- Diva Grey – chœurs (8)
- Lani Groves – chœurs (8)
- Robin Clark – chœurs (8)
- Vicki Randle – chant principal (9)

Production
- Producteur – Arif Mardin
- Coproducteur (2) – Kashif
- Ingénieur adjoint - Michael O'Reilly
- Coordination du projet – Chrissy Allerdings, Frank DeCaro et Lu Sneed.
- Direction artistique – Simon Lévy
- Conception - Laura LiPuma
- Photographie - Jean Pagliusso
- Direction et management - Ken Fritz et Dennis Turner
- Enregistrement supplémentaire par John Agallo, Danny Caccavo, Bill Dooley, Jay Messina et Bobby Warner.
- Pistes 1, 2 & 4-10 enregistrées par Jeremy Smith
- Pistes 1 & 3-10 mixées par Jeremy Smith et Michael O'Reilly
- Piste 2 enregistrée et mixée par Michael O'Reilly, assisté de Stephen Benben.
- Piste 3 enregistrée par Gary Skardina, assisté de Randy Burns et Robert Feist.
- Masterisé par George Marino au Sterling Sound (New York, NY).

## Classements et certifications
| Classement (1983–84)                 | Meilleure position |
| ------------------------------------ | ------------------ |
| Allemagne de l'Ouest (Media Control) | 42                 |
| États-Unis (Billboard 200)           | 27                 |
| États-Unis (Top R&B/Hip-Hop Albums)  | 6                  |
| États-Unis (Top Jazz Albums)         | 1                  |
| Finlande (Suomen virallinen lista)   | 26                 |
| Nouvelle-Zélande (RIANZ)             | 16                 |
| Pays-Bas (Mega Album Top 100)        | 25                 |
| Royaume-Uni (UK Albums Chart)        | 3                  |
| Suède (Sverigetopplistan)            | 28                 |

| Classement (1983)             | Position |
| ----------------------------- | -------- |
| États-Unis (Billboard 200)    | 92       |
| États-Unis (Top Black Albums) | 42       |
| Royaume-Uni (UK Albums Chart) | 10       |

### Certifications
| Pays                                  | Certification | Ventes certifiées |
| ------------------------------------- | ------------- | ----------------- |
| États-Unis (RIAA)                     | Or            | 500 000^          |
| Royaume-Uni (BPI)                     | Platine       | 300 000^          |
| ^Mise en rayon selon la certification |               |                   |